# Florent Laville
Pour les articles homonymes, voir Laville.
Florent Laville,  né le 7 août 1973 à Valence, dans la Drôme, est un footballeur français. Il évoluait au poste de défenseur central.

## Biographie
Formé au FC Valence puis à l'Olympique lyonnais où il arrive en 1988, Florent Laville joue son premier match de Championnat de France le 11 mars 1994 (Lyon-Monaco) au marquage de Jürgen Klinsmann. Deux ans plus tard, il est sélectionné en équipe de France olympique pour les Jeux d'Atlanta, dont il dispute un match de poule. La France y est quart-de-finaliste. 
Laville accompagne, de 1993 à 2003, la longue montée en puissance du club, qui remporte notamment la Coupe Intertoto en 1997 et la Coupe de la Ligue en 2001. Il joue moins à partir de la saison 2000-2001 mais participe malgré tout aux deux titres de champion de France remportés par son club, en 2002 et 2003. Diminué par des blessures à répétitions puis barré par les nouvelles recrues, il quitte le club en janvier 2003, après avoir disputé 204 matchs en championnat de France et 43 matchs en coupe d'Europe.
Il rejoint l'Angleterre, en prêt à Bolton Wanderers, club de Premier League. Après plusieurs mois convaincants, son option d'achat est levée mais il se blesse rapidement, et ne joue pratiquement plus par la suite. En novembre 2004 il est prêté jusqu'à la fin de la saison à Coventry City, en Championship, où il ne joue pas davantage. Il revient en France à l'été 2005 pour jouer en Ligue 2 au SC Bastia. Il est un « pilier » de l'équipe corse avec laquelle il manque de peu la remontée en Ligue 1. Après avoir manqué la fin de la saison 2005-2006 à cause d'une blessure, il doit subir une opération aux vertèbres cervicales début septembre 2006. Il arrête sa carrière en mai 2007, après une saison encore marquée par les blessures.
En 2013, il devient animateur-joueur à l'AS Véore-Montoison, dans la Drôme, dont l'équipe féminine évolue en Division 2 nationale. Le club est le résultat d'une fusion entre le club formateur du joueur, l'US Véore, et son voisin, le FC Montoison.

## Carrière
- 1993 - janvier 2003 :  Olympique lyonnais
- janvier 2003 - juin 2003 :  Bolton Wanderers (prêt)
- Juin 2003 - juin 2005 :
- Novembre 2004 - juin 2005 :  Coventry City (prêt)
- 2005 - 2007 :  SC Bastia

## Palmarès
- Championnat de France :
  - Champion (2) : 2002 et 2003
  - Vice-champion (2) : 1995 et 2001

- Trophée des champions :
  - Vainqueur (1) : 2002

- Coupe de la Ligue :
  - Vainqueur (1) : 2001
  - Finaliste (1) : 1996

- Coupe Intertoto :
  - Vainqueur (1) : 1997